# Ringo (zanger)
Ringo, geboren als Guy Bayle (Toulouse, 11 mei 1947), is een Franse zanger.
In 1971 begon hij zijn carrière met de artiestennaam Ringo Willy-Cat, maar na één liedje liet hij Willy Cat vallen en ging verder als Ringo. Datzelfde jaar had hij een nummer 1-hit met Elle, je ne veux qu'elle, dat later ook in België bekend werd onder de versie van Will Tura, Mooi het leven is mooi. Andere successen zijn Trop belle pour rester seule, Ma jalousie (1972), Une bague, un collier en Une heure, une nuit (1973), Tentation en Accepte-moi (1974), Rossana en Fille sauvage (1975), Les oiseaux de Thaïlande, Comme hier en Se quitter est impossible (1976), Les violons de Verlaine, Toi, moi en Good bye, Elvis (1977), Ma Pompadour, Fais-le-moi savoir  en Darlin'  (1978), C'est bon de te voir en Qui est ce grand corbeau noir ?  (cover van Video killed the radiostar) (1979).
In 1973 huwde hij met de populaire zangeres Sheila. Samen met haar nam hij het Les Gondoles à Venise op, dat vier weken op één staat in de hitparade. In 1975 beviel Sheila van hun zoon, Ludovic. Het huwelijk eindigde in 1979 en zijn zoon zou hij nog maar zelden zien. Dit beëindigde ook de samenwerking met hun producer Claude Carrère. Ringo zette zijn carrière verder, echter zonder veel succes en bracht zijn laatste plaat uit in 1983.
Hierna ging hij de horeca in. In 1985 opende hij in Parijs het City Rock Café, dat in 1993 sloot. Hierna verliet hij Frankrijk voor Florida en keerde enkele jaren later terug naar Toulouse. Hij opende rond de eeuwwisseling een café daar met zijn huidige vrouw Annick, maar dit sloot in 2001. Sindsdien heeft hij zich teruggetrokken uit het openbare leven.
- Bibliothèque nationale de France: cb148219665 (data)
- International Standard Name Identifier: 0000 0003 6424 1033
- MusicBrainz: 92d340e5-66ed-4c41-874f-3c2500afd8cf
- Virtual International Authority File: 227401397
- WorldCat: E39PBJwRY4PvvyFbyDKhmtjV4q